# Марія, герцогиня Глостерська та Единбурзька
Принцеса Марія Великобританська (25 квітня 1776, Букінгемський палац — 30 квітня 1857, Глостер-хауз, Лондон, Великий Лондон) — членкиня британської королівської сім'ї, в шлюбі — герцогиня Глостерська та Единбурзька.

## Життєпис
Марія народилася 25 квітня 1776 року в Букінгемському палаці. Вона стала одинадцятою дитиною та четвертою дочкою в сім'ї короля Великої Британії Георга III та його дружини Шарлотти Мекленбург-Стреліцької. Принцесу охрестив 19 травня 1776 архієпископ Кентерберійський Фредерік Корнуолліс. Її хресними стали: Фрідріх, ландграф Гессен-Кассельський, Шарлотта, герцогиня Саксен-Гота-Альтенбурзька та Фредеріка Гессен-Дармштадтська, в шлюбі герцогиня Мекленбург-Шверинська.
Вперше світу принцесу представили 1791 року під час святкування дня народження короля. 1796 року принцеса закохалася в голландського принца Фредеріка. Його сім'я жила у вигнанні в Лондоні. Однак заручин не було, оскільки за англійськими традиціями першими мали одружитися старші сестри Марії, які ще були неодруженими. 1799 року Фредерік помер від інфекції під час служби в армії. Марії дозволили носити за ним офіційну жалобу.

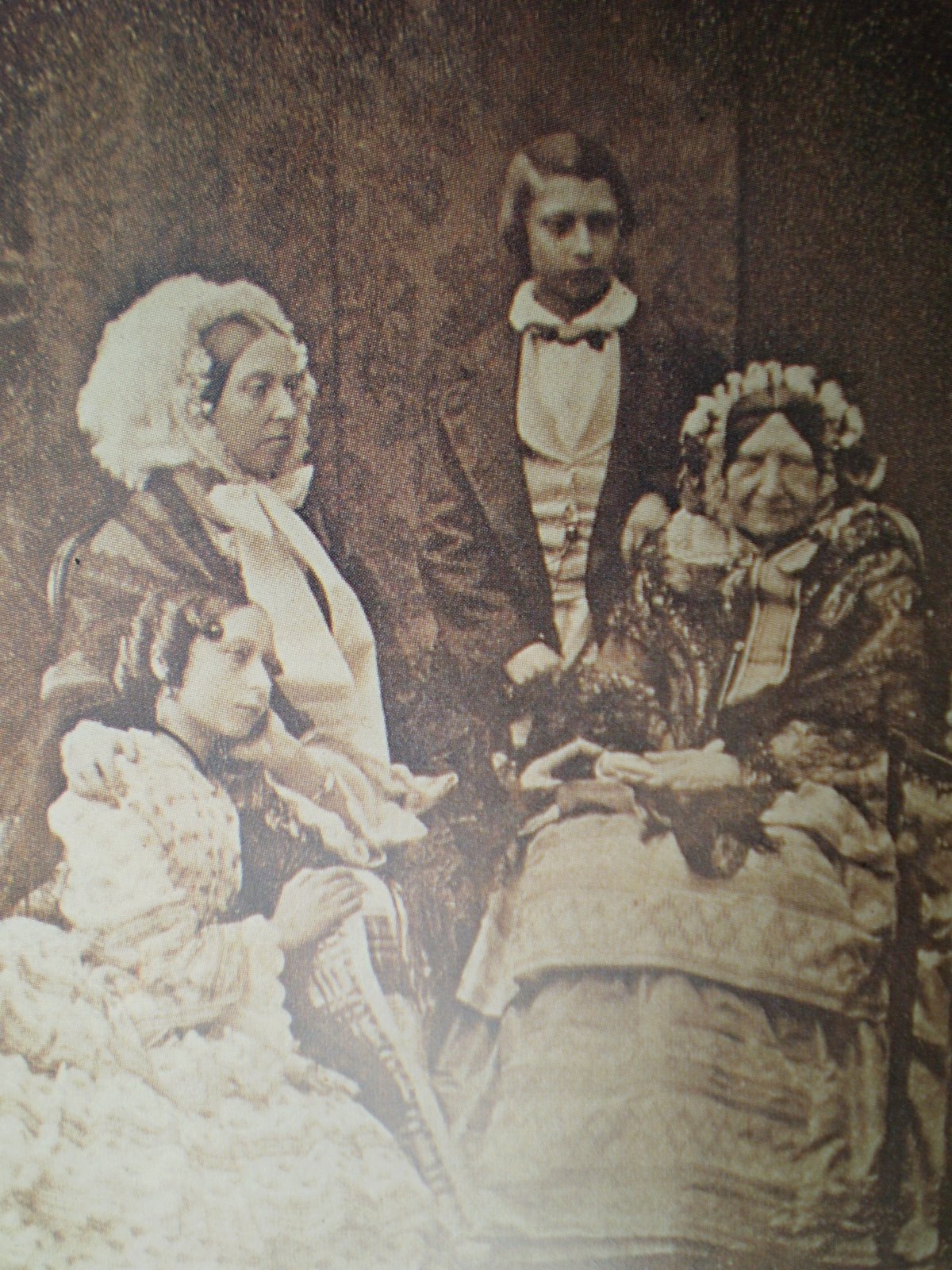
Принцеса Марія (праворуч) з королевою Вікторією, принцесою Алісою (ліворуч) та принцом Альбертом Едвардом (позаду)

Марія проводила більшість часу з батьками та сестрами. Загалом у сім'ї було п'ятнадцять дітей. Тільки молодші брати Октавій та Альфред померли в дитинстві. 22 липня 1816 року в каплиці Сент-Джеймського палацу принцеса Марія вступила в шлюб зі своїм двоюрідним братом, принцом Вільямом Фредеріком, герцогом Глостерським та Единбурзьким. Подружжя проживало в Бегшот-парку. 1834 року Вільям помер. Марія після його смерті переїхала у Вайт Лодж у Річмонд-парку. Дітей у шлюбі не було. Марію вважали улюбленою тіткою принцеси Вікторії, майбутньої королеви Великої Британії та імператриці Індії.
Померла Марія 1857 року на вісімдесят першому році життя, переживши всіх своїх братів та сестер. Вона була єдиною серед дітей короля, зображеною на світлині.

## Титули
- 25 квітня 1776 — 22 липня 1816: Її Королівська Високість Принцеса Марія Великобританська
- 22 липня 1816 — 30 квітня 1857: Її Королівська Високість герцогиня Глостерська та Единбурзька